# Fastlane (2015)
Fastlane (2015) — первое по счёту шоу Fastlane, PPV-шоу производства американского рестлинг-промоушна WWE. Оно состоялось 22 февраля 2015 года на арене «Федэкс Форум» в Мемфисе, Теннесси, США.

## Создание
Fastlane является pay-per-view-шоу промоушена WWE, в котором рестлеры участвуют в различных фьюдах и сюжетных линиях. Рестлеры олицетворяют собою злодеев или героев на ринге. Фьюды проходят таким путём, что сначала, на рядовых эпизодах, обстановка накаляется, а уже на самих праздниках рестлинга тот или иной фьюд как правило подходит к своему логическому завершению.
Билеты на это шоу поступили в продажу в начале декабря 2014 года.

## Предыстория
23 ноября, во время главного события PPV Survivor Series Стинг совершил своё первое появление в основном ростере WWE в истории появление, атаковав Triple H и совершив на нём Scorpion Death Drop. После этого он переложил Дольфа Зигглера на Сета Роллинса, тем самым дав возможность команде Сины одержать победу в матче и лишив Руководство власти, что являлось вторичным условием в поединке. 19 января на Raw Стинг совершил свой дебют, появившись за кулисами во время главного события вечера — гандикап-матча 1x3 между Джоном Синой и командой, состоящей из Биг Шоу, Кейна и Сета Роллинса. Свет в арене потемнел, Стинг подошёл к сцене и указал на Руководство, находившееся около ринга. Это отвлечение позволило Джону Сине одержать победу над Сетом Роллинсом. Помимо этого, ему удалось обратно вернуть на работу недавно уволенных (по сценарию) Дольфа Зигглера, Райбека и Эрика Роуэна. 26 января на официальном сайте WWE появилась информация, что Triple H бросил вызов Стингу для разговора лицом к лицу на PPV Fastlane.. 9 февраля на Raw Triple H снова вызвал Стинга, чтобы тот принял его вызов. Свет погас, и группа из имитаторов Стинга появились вокруг арены и внутри ринга, освещенного прожекторами. В это время на экране проигрывался видеоряд, а позже появилось сообщение, что Стинг принял вызов Triple H.
25 января после PPV Королевская битва Русев прервал интервью Джона Сины. В результате этого между рестлерами завязалась небольшая потасовка. 26 января на официальном сайте WWE появилась информация, что Русев будет защищать титул чемпиона Соединённых Штатов WWE против Джона Сины на PPV Fastlane.
29 января на SmackDown! было объявлено, что чемпионка Див Никки Белла будет защищать свой титул против Пэйдж на PPV Fastlane.
2 февраля на Raw Роман Рейнс был сманипулирован Руководством согласиться защищать своё право на титул чемпиона мира в тяжёлом весе WWE на PPV Рестлмания 31, которое он заработал, выиграв Королевскую битву на PPV Королевская битва, в поединке на PPV Fastlane. Тем же вечером Дэниел Брайан победил Сет Роллинса и заработал право сразиться с Романом Рейнсом на PPV Fastlane.
19 января на Raw Дин Эмброус победил «Плохие Новости» Барретта. Последующие недели Эмброус требовал матч за титул интерконтинентального чемпиона WWE, но Барретт постоянно отказывался. 16 февраля на Raw после победы Барретта над Дэмиеном Миздоу, Эмброус напал на Барретта, связав ему руки вокруг одного из углов ринга и заставив его подписать контракт, по которому «Плохие Новости» Барретт будет защищать свой титул против Дина Эмброуса на PPV Fastlane.
29 января на SmackDown! Тайсон Кидд победил Джея Усо. 2 февраля на Raw Сезаро победил Джимми Усо. 9 февраля на Raw Сезаро и Тайсон Кидд победили Братьев Усо. 16 февраля на Raw было объявлено, что Братья Усо будут защищать титул командных чемпионов WWE против Сезаро и Тайсона Кидда на PPV Fastlane.
В начале года у Голдаста и Стардаста начались проблемы общения в своих матчах, причём Стардаст оставался в своем образе, а Голдаст, пытаясь найти общий язык со своим партнёром по команде, искал новые возможности пообщаться со своим братом, называя его по имени — Коди. Слышав это, Стардаст начинал сердиться. 2 февраля на Raw Стардаст оставил одного своего брата Голдаста во время матча против Вознесения. 16 февраля на Raw, несмотря на страстную просьбу от своего отца Дасти Роудса, после поражения от Нового Дня Стардаст атаковал Голдаста старым завершающим приёмом Коди Cross Rhodes, таким образом, прекратив существование команды. 19 февраля на SmackDown! было объявлено, что Голдаст сразится со Стардастом на PPV Fastlane.
9 февраля на Raw Дольф Зигглер, Райбек и Эрик Роуэн вышли помочь Даниэлу Брайану и Роману Рейнсу победить Сета Роллинса, Биг Шоу, Кейна, Джэми Нобла и Джои Меркюри. 16 февраля на Raw после того, как Зигглер победил Роллинса по дисквалификации, он был атакован Роллинсом, Джэми Ноблом и Джои Меркюри, но Райбек и Роуэн пришли на помощь и спасли Зигглера. 19 февраля на SmackDown! после того, как Сет Роллинс победил Дольфа Зигглера, Руководство атаковало Зигглера, Райбека и Роуэна. 19 февраля на официальном сайте WWE появилась информация, что Дольф Зигглер, Райбек и Эрик Роуэн встретятся с Сетом Роллинсом, Биг Шоу и Кейном в командном матче 3x3 на PPV Fastlane.
На PPV Fastlane Kickoff пройдёт специальная трансляция «Miz TV», где в качестве специального гостя выступит Пол Хейман.

## Матчи
| №                                | Матч | Тип матча                                                                                          | Время |
| -------------------------------- | --- | -------------------------------------------------------------------------------------------------- | ----- |
| 1                                | Руководство (Сет Роллинс, Кейн и Биг Шоу) (с Джэми Ноблом и Джои Меркюри) победили Дольфа Зигглера, Эрика Роуэна и Райбека | Командный матч 3x3                                                                                 | 13:01 |
| 2                                | Голдаст победил Стардаста                                                                                                  | Одиночный матч                                                                                     | 08:55 |
| 3                                | Сезаро и Тайсон Кидд (с Натальей) победили Братьев Усо (Джимми и Джей) (с) (с Наоми)                                       | Командный матч за титул командных чемпионов WWE                                                    | 09:33 |
| 4                                | Никки Белла (с) (с Бри Белла) победила Пэйдж                                                                               | Одиночный матч за титул чемпионки Див                                                              | 05:34 |
| 5                                | «Плохие Новости» Барретт (с) победил Дина Эмброуса по дисквалификации                                                      | Одиночный матч за титул интерконтинентального чемпиона WWE                                         | 07:58 |
| 6                                | Русев (c) (с Ланой) победил Джона Сину по болевому                                                                         | Одиночный матч за титул чемпиона Соединённых Штатов WWE                                            | 18:42 |
| 7                                | Роман Рейнс победил Дэниела Брайана                                                                                        | Одиночный матч за претенденство № 1 на титул чемпиона мира в тяжёлом весе WWE на PPV Рестлмания 31 | 20:10 |
| (c) — чемпион на момент поединка | | |       |